# Vauchelles-les-Quesnoy
Vauchelles-les-Quesnoy és un municipi francès situat al departament del Somme i a la regió dels Alts de França. L'any 2007 tenia 899 habitants.

## Demografia

### Població
El 2007 la població de fet de Vauchelles-les-Quesnoy era de 899 persones. Hi havia 327 famílies de les quals 51 eren unipersonals (13 homes vivint sols i 38 dones vivint soles), 109 parelles sense fills, 146 parelles amb fills i 21 famílies monoparentals amb fills.
La població ha evolucionat segons el següent gràfic:
Habitants censats

### Habitatges
El 2007 hi havia 345 habitatges, 325 eren l'habitatge principal de la família, 6 eren segones residències i 14 estaven desocupats. 342 eren cases i 3 eren apartaments. Dels 325 habitatges principals, 304 estaven ocupats pels seus propietaris, 14 estaven llogats i ocupats pels llogaters i 7 estaven cedits a títol gratuït; 2 tenien dues cambres, 25 en tenien tres, 99 en tenien quatre i 199 en tenien cinc o més. 258 habitatges disposaven pel capbaix d'una plaça de pàrquing. A 115 habitatges hi havia un automòbil i a 180 n'hi havia dos o més.

### Piràmide de població
La piràmide de població per edats i sexe el 2009 era:
| Homes | Edats   | Dones |
| ----- | ------- | ----- |
| 0     | 95 o +  | 0     |
| 0     | 90 a 94 | 0     |
| 4     | 85 a 89 | 12    |
| 0     | 80 a 84 | 8     |
| 8     | 75 a 79 | 8     |
| 12    | 70 a 74 | 20    |
| 16    | 65 a 69 | 20    |
| 24    | 60 a 64 | 16    |
| 28    | 55 a 59 | 24    |
| 20    | 50 a 54 | 36    |
| 52    | 45 a 49 | 40    |
| 12    | 40 a 44 | 28    |
| 16    | 35 a 39 | 28    |
| 40    | 30 a 34 | 36    |
| 20    | 25 a 29 | 20    |
| 28    | 20 a 24 | 32    |
| 24    | 15 a 19 | 20    |
| 28    | 10 a 14 | 24    |
| 32    | 5 a 9   | 32    |
| 24    | 0 a 4   | 32    |

## Economia
El 2007 la població en edat de treballar era de 595 persones, 429 eren actives i 166 eren inactives. De les 429 persones actives 382 estaven ocupades (203 homes i 179 dones) i 47 estaven aturades (24 homes i 23 dones). De les 166 persones inactives 43 estaven jubilades, 71 estaven estudiant i 52 estaven classificades com a «altres inactius».

### Ingressos
El 2009 a Vauchelles-les-Quesnoy hi havia 331 unitats fiscals que integraven 887,5 persones, la mediana anual d'ingressos fiscals per persona era de 19.106 €.

### Activitats econòmiques
Dels 33 establiments que hi havia el 2007, 1 era d'una empresa extractiva, 1 d'una empresa alimentària, 2 d'empreses de fabricació d'altres productes industrials, 10 d'empreses de construcció, 14 d'empreses de comerç i reparació d'automòbils, 2 d'empreses d'hostatgeria i restauració, 1 d'una empresa financera, 1 d'una empresa de serveis i 1 d'una entitat de l'administració pública.
Dels 9 establiments de servei als particulars que hi havia el 2009, 3 eren paletes, 1 guixaire pintor, 2 fusteries, 2 lampisteries i 1 electricista.
Dels 7 establiments comercials que hi havia el 2009, 1 era una botiga de menys de 120 m², 1 una fleca, 1 una peixateria, 1 una botiga de roba, 1 una botiga d'electrodomèstics i 2 botigues de material esportiu.
L'any 2000 a Vauchelles-les-Quesnoy hi havia 9 explotacions agrícoles que ocupaven un total de 460 hectàrees.

## Equipaments sanitaris i escolars
El 2009 hi havia una escola elemental.

## Poblacions més properes
El següent diagrama mostra les poblacions més properes.